# East Pittsburgh
East Pittsburgh est un borough situé dans le comté d'Allegheny, en Pennsylvanie, aux États-Unis,. En 2010, il comptait une population de 1 822 habitants.

## Démographie
Lors du recensement de 2010, le borough comptait une population de 1 822 habitants. Elle est estimée, en 2017, à 1 775 habitants.

### Source de la traduction
- (en) Cet article est partiellement ou en totalité issu de l’article de Wikipédia en anglais intitulé « East Pittsburgh, Pennsylvania » (voir la liste des auteurs).